# Rob Roy (film)
Pour les articles homonymes, voir Roy et Rob Roy (homonymie).
Pour plus de détails, voir Fiche technique et Distribution.
Rob Roy est un film américano-britannique sorti en  1995, réalisé par Michael Caton-Jones.

## Synopsis
Le film se déroule en Écosse, en 1713, avec Robert Roy MacGregor, du clan MacGregor, comme protagoniste principal. Bien qu'il protège la noblesse des Lowlands contre le vol de bétail, il parvient à peine à nourrir son peuple. Dans l'espoir de soulager leur faim et leur pauvreté, MacGregor emprunte mille livres à James Graham, marquis de Montrose, pour s'établir acheter du bétail.
Le protégé de Montrose, Cunningham, apprend l'existence de l'accord financier de MacGregor par l'intermédiaire de Killearn, l'intendant de Montrose, et assassine l'ami de MacGregor, Alan McDonald, pour voler l'argent. MacGregor demande du temps à Montrose pour trouver McDonald et l'argent. Montrose propose de renoncer à la dette si MacGregor témoigne faussement que le rival de Montrose, John Campbell, 2e duc d'Argyll, est jacobite. MacGregor refuse et Montrose jure de l'emprisonner jusqu'à ce que la dette soit remboursée. Après la fuite de MacGregor, Montrose s'empare des terres de MacGregor pour couvrir la dette, le déclarant hors-la-loi et ordonnant à Cunningham de l'amener « brisé, mais vivant ». Les soldats détruisent la ferme de MacGregor et Cunningham viole sa femme Mary.
Mary comprend que Cunningham a l'intention de faire sortir son mari de sa cachette et fait jurer à son frère, Alasdair, qui arrive trop tard pour la sauver, de cacher la connaissance du viol. MacGregor refuse de permettre à son clan de faire la guerre à Montrose et décrète à la place qu'il doit nuire financièrement à Montrose. Betty, servante au domaine de Montrose, est tombée enceinte de Cunningham. Lorsque Killearn en informe Montrose, Betty est renvoyée de son service et rejetée par Cunningham. Betty se réfugie auprès des MacGregor, révélant qu'elle a entendu Killearn et Cunningham comploter pour voler l'argent. Pour confondre Cunningham, MacGregor enlève Killearn. Mary demande à Killearn de témoigner contre Cunningham, mais Killearn la nargue avec son viol. Réalisant que Mary est enceinte, il menace de dire à MacGregor que Cunningham pourrait être le père, ce qui conduit Mary et Alasdair à le tuer.
Montrose soupçonne Cunningham d'avoir vraiment volé l'argent, mais qu'il s'en fiche. Cunningham accompagné de soldats brûle4 les fermes du clan. Caché dans la montagne, MacGregor refuse de mordre à l'hameçon, mais Alasdair tente de tirer sur Cunningham et le loupe, ce qui les fait repérer. Les soldats tirent sur le clan MacGregor et Alasdair est blessé grièvement. Avant de mourir, Alasdair informe MacGregor du viol de Mary. Fait prisonnier, MacGregor accuse Cunningham de meurtre, de vol et de viol. Montrose ordonne que MacGregor soit pendu à un pont voisin. MacGregor réussit à s'enfuir en blessant Cunningham.
Marie obtient une audience auprès du duc d'Argyll et expose le plan de Montrose pour le piéger. Ému par l'intégrité de MacGregor, le duc accorde l'asile à la famille. Il organise un duel entre MacGregor et Cunningham en pariant que si MacGregor vit, sa dette sera annulée et que s'il meurt, le duc paiera sa dette. MacGregor semble vaincu, mais lorsque Cunningham se présente pour porter un coup fatal, MacGregor empoigne de l'arme de son ennemi. Alors que Cunningham lutte pour libérer sa lame, MacGregor le tue d'un coup.

## Fiche technique
- Titre français et original : Rob Roy
- Réalisation : Michael Caton-Jones
- Scénario : Alan Sharp
- Production : Michael Caton-Jones
- Société de production : United Artists
- Photographie : Karl Walter Lindenlaub
- Musique : Carter Burwell
- Montage : Peter Honess
- Décors : Ann Mollo
- Costumes : Sandy Powell
- Langue : Anglais
- Pays de production :  États-Unis,  Royaume-Uni
- Format : Couleurs - 2,35:1
- Genre : Historique
- Budget : 28 000 000 $
- Box-office : 31 596 911 $
- Durée : 139 minutes
- Dates de sortie : 
  - États-Unis : 7 avril 1995
  - Royaume-Uni : 19 mai 1995
  - France : 7 juin 1995

## Distribution
- Liam Neeson (V.F. : Daniel Soulier) : Rob Roy
- Tim Roth (VF : Laurent Natrella) : Archibald Cunningham
- John Hurt (V.F. : Jean Dautremay) : John Graham, Marquis de Montrose
- Jessica Lange (V.F. : Anne Canovas) : Mary MacGregor
- Brian Cox (V.F. : Jean-Pierre Bagot) : Killearn
- Brian McCardie (VF : Damien Witecka) : Alasdair
- Eric Stoltz : Alan MacDonald
- Andrew Keir : Duc d'Argyll
- Jason Flemyng : Gregor
- Vicki Masson : Betty

## Accueil
- Le film a connu un succès commercial modéré, rapportant environ 58 696 000 $ au box-office mondial, dont 31 596 000 $ en Amérique du Nord, pour un budget de 28 000 000 $. En France, il a réalisé 415 743 entrées[1].

- Il a reçu un accueil critique favorable, recueillant 72 % de critiques positives, avec une note moyenne de 6,4/10 et sur la base de 43 critiques collectées, sur le site agrégateur de critiques Rotten Tomatoes[2].

## Distinctions
Tim Roth a remporté le British Academy Film Award du meilleur acteur dans un second rôle pour son interprétation d'Archibald Cunningham. L'acteur a également été nommé aux Oscars du cinéma, aux Golden Globes et aux Saturn Awards dans la même catégorie.

## Commentaires
- Même si Rob Roy n'est pas l'adaptation au cinéma du roman du même nom de Walter Scott, ils sont inspirés tous deux du personnage historique Robert Roy MacGregor.
- Le combat final à l'épée est considéré comme étant l'un des meilleurs duels au cinéma[4], voire parfois comme le meilleur[5].
- Tim Roth a failli être renvoyé du casting pour avoir rendu le personnage Archibald Cunningham  trop « excentrique »[4].
- Le rôle du Duc d'Argyll a été proposé à Sean Connery[4]. C'est finalement l'acteur écossais Andrew Keir qui tient le rôle, dont ce sera le dernier film.
- C'est Miranda Richardson qui devait tenir le rôle de Mary MacGregor[4].
- Malgré les avertissements incessants de son agent, Jason Flemyng a tenu à participer au casting du film, pour avoir la chance d'approcher Tim Roth, une de ses idoles[4].
- C'est le célèbre groupe écossais Capercaillie (et sa chanteuse Karen Matheson) qui interprète toutes les musiques traditionnelles entendues dans ce film.